# 사르두리 1세

사르두리 1세(또는 사르두리스, 재위 : 기원전 834년 - 기원전 828년)는 고대 소아시아 아르메니아의 우라르투 왕국의 왕이었다. 그는 우라르투 왕국의 2번째의 군주인 루티프리의 왕자였으며, 왕으로 즉위한 이후에 수도를 투쉬파로 옮겼다. 그가 죽은 후 왕자 이쉬푸이니가 왕위를 물려 받아 왕국을 확장하였다.
| 전 대 루티프리 | 제3대 우라르투 국왕 기원전 834년-기원전 828년 | 후 대 이쉬푸이니 |